# Phnom Kravanh
Dãy núi Krâvanh cũng được gọi là Cardamom (phiên âm tiếng Việt: Các-đa-môn), nghĩa là "Dãy núi Bạch đậu khấu" (tiếng Khmer: ជួរភ្នំក្រវាញ, Chuor Phnom Krâvanh; tiếng Thái: ทิวเขาบรรทัด, Thio Khao Banthat), nằm ở tây nam Campuchia và Miền Đông Thái Lan. Hình dáng Phnom Kravanh xuất hiện trong con dấu của tỉnh Trat tại Thái Lan.

## Vị trí và khái quát
Dãy núi nằm theo trục đông nam-tây bắc từ tỉnh Koh Kong ở Vịnh Thái Lan đến huyện Veal Veang ở tỉnh Pursat, và mở rộng về phía đông nam đến dãy núi Dâmrei (Con Voi)). Đỉnh cao nhất của Phnom Krâvanh là đỉnh Phnom Aural với cao độ 1.813 mét (5.948 ft) và đây cũng là đỉnh núi cao nhất Campuchia. Phần cực tây bắc của tỉnh Chanthaburi tại Thái Lan, trong một số bản đồ cũng được viết là 'dãy núi Soi Dao' (Khao Soi Dao) và 'dãy núi Chanthaburi'.
Rừng rậm mưa nhiệt đới chiếm ưu thế tại các sườn núi ẩm ướt ở phía tây, vốn hàng năm nhận được lượng mưa từ 3.800–5.000 mm (150 đến 200 inch). Trong khi đó, một số nơi chỉ có lượng mưa từ 1.000 đến 1.500 mm (40 đến 60 inch) như Vườn quốc gia Kirirom bên dốc phía tây. Trên sườn núi phía đông, bạch đậu khấu và hạt tiêu được trồng với mục đích thương mại.

## Lịch sử
Trên dãy núi có nhiều di tích từ thế kỷ 15-17 như một bình gốm cao 60 cm và những áo quan được đẽo tròn, các gờ đá tự nhiên, nằm rải rác quanh dãy núi Chôn cất cùng các chiếc bình là một nét độc đáo của khu vực, và là một nghi lễ chôn cất trước đây của lịch sử văn hóa Khmer song không được ghi chép. Các truyền thuyết địa phương cho rằng những bộ hài cốt là của các thành viên hoàng gia. Khu vực dãy núi là một trong những thành lũy cuối cùng của Khmer Đỏ, và nhiều nơi không thể tiếp cận được song điều này cũng giúp bảo tồn khu vực.
Khu vực cũng mới phát triển du lịch. Năm 2008, Liên minh Động vật hoang dã đưa ra một chương trình du lịch sinh thái mang tính cộng đồng tại làng Chi-Phat, với tên là "cửa ngõ đến Phnom Kravanh". Tuy nhiên số khách quốc tế vẫn còn thấp nếu so với Siem Reap (nơi có Angkor Wat) hay thủ đô Phnom Penh.